# García II Sánchez di Navarra
García Sánchez detto il Tremolante. García anche in spagnolo, in galiziano e in asturiano, Garcia, in catalano e in portoghese, Gartzia, in basco e Garzia,  in aragonese (964 circa – 1000 circa) fu re di Pamplona della dinastia Jimena e conte d'Aragona dal 994 al 1000.

## Origine
García secondo lo storico basco, Jean de Jaurgain, come riporta nel suo, La Vasconie, era figlio del re di Pamplona, Sancho II Abarca e della cugina di suo padre Urraca di Castiglia, che, secondo il codice di Roda, era figlia del conte di Castiglia, Fernán González e di Sancha Sánchez di Pamplona (900-955 circa), figlia, secondo il codice di Roda del re di Pamplona, Sancho I Garcés e di Toda di Navarra, la figlia di Aznar Sánchez, signore di Larraun e di Oneca Fortúnez, la figlia del Re di Pamplona, Fortunato Garcés e di Oria.

Sancho II Abarca, sempre secondo lo storico basco, Jean de Jaurgain, come riporta nel suo, La Vasconie, era figlio del re di Pamplona, García I Sánchez e della contessa di Aragona, Andregoto Galíndez, che secondo il codice di Roda, era figlia del conte d'Aragona, Galindo III Aznarez e di Sancha Garcés di Pamplona, figlia del co-regnante e poi co-reggente del regno di Pamplona, Garcia II e della sua prima moglie, Oneca Rebele di Sangüesa.

## Biografia
Negli anni giovanili, tra il 972 e il 992 venne citato diverse volte nei documenti di donazioni ai vari monasteri fatti dai suoi genitori, tra cui:
la prima volta, nel 972, al Monastero di San Millán de la Cogolla.
- una, nel 978, al Monastero di San Pedro de Siresa[12]
- una, nel gennaio del 983, al Monastero di San Juan de la Peña[13]
- una, nel 985, al Monastero di San Martino di Albelda[14].
- una, nel 992, al Monastero di San Millán de la Cogolla[15].

Suo padre, Sancho II, morì, nel 994 e fu sepolto nel Monastero di Leire.

García gli succedette nei titoli di re di Navarra e conte di Aragona, come García II.
Dopo essere divenuto re, assieme a madre e moglie, García II fece altre due donazioni al Monastero di San Millán de la Cogolla, nel 996 e nel 997 e una di data incerta (verso l'anno 1000) al Monastero di San Pedro de Siresa). 
Come riporta il Diccionario biográfico español, Real Academia de la Historia, alla scadenza della tregua concordata da suo padre, rifiutando di pagare il tributo al califfo di Cordova, cercò di liberarsi del vassallaggio nei confronti di al-Andalus, ma dopo essersi scontrato con Almanzor, nel 996, fu costretto a recarsi a Cordova, per chiedere la pace e rinnovare la tregua.
Nel 997, i pamplonesi organizzarono una spedizione contro i mori dei territori intorno a Calatayud, che causò la morte del fratello del governatore musulmano di Calatayud. Almanzor, per vendicarne la morte fece decapitare 50 cristiani.
García II Sánchez morì, dopo aver dato il suo appoggio al conte di Castiglia, Sancho Garcés, che aveva ottenuto l'appoggio anche del re del León Alfonso V e del conte di Saldaña, García Gómez de Carrión. Alla battaglia di Cervera de Pisuerga, nella Provincia di Palencia, nel luglio del 1000, Sancho Garcés e il conte di Saldaña subirono una cocente sconfitta e persero la vita.

Sul trono di Pamplona gli succedette il figlio Sancho III Garcés, di circa dieci anni, ancora sotto tutela della madre e della nonna, Urraca Fernández di Castiglia.

## La battaglia di Calatañazor
L'arcivescovo di Toledo, Rodrigo Jiménez de Rada e il vescovo di Tuy, Lucas, oltre duecento anni dopo l'avvenimento, ci narrano che nel 998, il re di León Bermudo II, il re di Navarra García II Sánchez il Tremolante e il conte di Castiglia García Fernández, formarono una lega e attaccarono Almanzor a Calatañazor, dove gli inflissero una terribile sconfitta e che Almazor morì in seguito a Medinaceli a causa delle ferite riportate nella battaglia in questione (la battaglia di Calatañazor).

Inoltre ci dicono che al ritorno dell'esercito di al-Andalus a Cordova, apparve miracolosamente un pastore (nel quale gli storici cristiani videro il diavolo, come riporta lo storico Rafael Altamira) che cantava la famosa lirica: A Calatañazor Almanzor perse il suo tamburo.
Questa versione presenta due gravi inesattezze:
- il conte di Castiglia García Fernández era morto nel 995
- Almanzor è accertato che morì nella notte tra il 10 e l'11 agosto 1002[21]

Essendo gli avvenimenti descritti avvenuti circa 250 anni prima della redazione della cronaca, molto probabilmente, furono fatte delle confusioni, riguardo sia ai partecipanti sia alla data dell'avvenimento: a Calatañazor, nel 1002, ci fu uno scontro tra gli alleati cristiani (il re di León Alfonso V, il re di Navarra, Sancho III Garcés il Grande e il conte di Castiglia Sancho Garcés), che riportarono la vittoria e la retroguardia delle truppe di Almanzor che stava rientrando, già gravemente ammalato (e quindi non partecipò alla battaglia), nel suo quartiere invernale di Medinaceli, dove poco dopo morì.

## Matrimonio e discendenza
Nel 988, aveva sposato Jimena Fernández, figlia del conte Fernando Vermúndez (discendente del re delle Asturie Ordoño I) e della moglie Elvira; la discendenza da Fernando Vermúndez viene confermata dal documento n° V del Cartulario del Monasterio de Eslonza, Parte 1, inerente una donazione del suo pronipote, Alfonso VI. Dopo essere rimasta vedova, Jimena, come conferma JIMENA FERNÁNDEZ, ESPOSA DE GARCÍA SÁNCHEZ II DE PAMPLONA fu tutrice del figlio, Sancho III Garcés , rimanendogli accanto anche dopo che Sancho III aveva raggiunto la maggior età, come dimostrano diversi documenti di donazioni:

due della Collecion diplomatica de la cathedral de Pamplona, il n° 7 e il n° 8;

due del Cartulario de San Millán de la Cogolla, il n° 96 e il n° 98;

uno della HISTORIA DE LA SANTA A. M. IGLESIA DE SANTIAGO DE COMPOSTELA TOMO II, il n° LXXXIX.

Jimena morì dopo il 1032, anno in cui controfirmò un documento; secondo alcuni cronisti sopravvisse al figlio Sancho III.

García e Jimena ebbero quattro figli::
- Sancho Garcés (ca. 992-1035), re di Navarra, conte d'Aragona e, per il suo matrimonio con Munia, la figlia del conte di Castiglia, Sancho Garcés, fu prima conte consorte e poi conte effettivo di Castiglia[3]
- Urraca Garcés di Navarra, sposò nel 1023 il re di León Alfonso V[23]
- García Garcés di Navarra[23]
- Elvira Garcés di Navarra, suora nel Monastero di Leire[23].

## Ascendenza
|                              |                             |                            | Genitori            |  |  | Nonni |  |  | Bisnonni                   |  |  | Trisnonni         |  |
|                              |                             |                            |                     |  |  |       |  |  | Sancho I Garcés di Navarra |  |  | García II Jiménez |  |
|                              |                             |                            |                     |  |  |       |  |  | Sancho I Garcés di Navarra |  |  | García II Jiménez |  |
|                              |                             | Dadildis di Pallars        |                     |  |  |       |  |  | Sancho I Garcés di Navarra |  |  |                   |  |
| García I Sánchez di Navarra  |                             |                            |                     |  |  |       |  |  | Sancho I Garcés di Navarra |  |  |                   |  |
|                              |                             | Toda di Navarra            | Aznar Sánchez       |  |  |       |  |  |                            |  |  |                   |  |
|                              |                             | Toda di Navarra            | Aznar Sánchez       |  |  |       |  |  |                            |  |  |                   |  |
|                              |                             | Toda di Navarra            | Onneca Fortúnez     |  |  |       |  |  |                            |  |  |                   |  |
| Sancho II Garcés di Navarra  |                             | Toda di Navarra            |                     |  |  |       |  |  |                            |  |  |                   |  |
|                              |                             | Galindo III d'Aragona      | Aznar II            |  |  |       |  |  |                            |  |  |                   |  |
|                              |                             | Galindo III d'Aragona      | Aznar II            |  |  |       |  |  |                            |  |  |                   |  |
|                              |                             | Galindo III d'Aragona      | Oneca di Pamplona   |  |  |       |  |  |                            |  |  |                   |  |
| Andregoto Galíndez           |                             | Galindo III d'Aragona      |                     |  |  |       |  |  |                            |  |  |                   |  |
|                              |                             | Sancha di Navarra          | García II Jiménez   |  |  |       |  |  |                            |  |  |                   |  |
|                              |                             | Sancha di Navarra          | García II Jiménez   |  |  |       |  |  |                            |  |  |                   |  |
|                              |                             | Sancha di Navarra          | …                   |  |  |       |  |  |                            |  |  |                   |  |
| García II Sánchez di Navarra |                             | Sancha di Navarra          |                     |  |  |       |  |  |                            |  |  |                   |  |
|                              | Gonzalo Fernández de Burgos | Fernando Muñoz             |                     |  |  |       |  |  |                            |  |  |                   |  |
|                              | Gonzalo Fernández de Burgos | Fernando Muñoz             |                     |  |  |       |  |  |                            |  |  |                   |  |
|                              | Gonzalo Fernández de Burgos | Gutina Díaz                |                     |  |  |       |  |  |                            |  |  |                   |  |
| Ferdinando Gonzales          | Gonzalo Fernández de Burgos |                            |                     |  |  |       |  |  |                            |  |  |                   |  |
|                              |                             | Muniadomna di Lara         | …                   |  |  |       |  |  |                            |  |  |                   |  |
|                              |                             | Muniadomna di Lara         | …                   |  |  |       |  |  |                            |  |  |                   |  |
|                              |                             | Muniadomna di Lara         | …                   |  |  |       |  |  |                            |  |  |                   |  |
| Urraca di Castiglia          |                             | Muniadomna di Lara         |                     |  |  |       |  |  |                            |  |  |                   |  |
|                              |                             | Sancho I Garcés di Navarra | García II Jiménez   |  |  |       |  |  |                            |  |  |                   |  |
|                              |                             | Sancho I Garcés di Navarra | García II Jiménez   |  |  |       |  |  |                            |  |  |                   |  |
|                              |                             | Sancho I Garcés di Navarra | Dadildis di Pallars |  |  |       |  |  |                            |  |  |                   |  |
| Sancha Sánchez di Navarra    |                             | Sancho I Garcés di Navarra |                     |  |  |       |  |  |                            |  |  |                   |  |
|                              |                             | Toda di Navarra            | Aznar Sánchez       |  |  |       |  |  |                            |  |  |                   |  |
|                              |                             | Toda di Navarra            | Aznar Sánchez       |  |  |       |  |  |                            |  |  |                   |  |
|                              |                             | Toda di Navarra            | Onneca Fortúnez     |  |  |       |  |  |                            |  |  |                   |  |
|                              |                             | Toda di Navarra            |                     |  |  |       |  |  |                            |  |  |                   |  |

### Fonti primarie
- (LA)  Textos navarros del Códice de Roda Archiviato il 31 gennaio 2021 in Internet Archive..
- (LA)  Cartulario de Albelda.
- (LA)  #ES HISTORIA DE LA SANTA A. M. IGLESIA DE SANTIAGO DE COMPOSTELA TOMO II.
- (LA)  #ES Cartulario de Siresa.
- (LA)  #ES Cartulario de San Millán de la Cogolla Archiviato il 27 febbraio 2023 in Internet Archive..
- (LA)  #ES Collecion diplomatica de la cathedral de Pamplona.
- (LA)  #ES Cartulario del Monasterio de Eslonza.
- (LA)  #ES Cartulario de San Juan de la Peña I.

### Letteratura storiografica
- Rafael Altamira, Il califfato occidentale, "Storia del mondo medievale", vol. II, 1999, pp. 477–515
- (FR)  (LA)  La Vasconie.